# Thomas König (Skirennläufer)
Thomas König (* 11. März 1990 in Villach) ist ein ehemaliger österreichischer Skirennläufer und Polizist. Er war vor allem in der Disziplin Slalom erfolgreich und gehörte von 2007 bis 2012 dem Kader des Österreichischen Skiverbandes (ÖSV) an.

## Karriere
König gewann 2003 den Slalom des Trofeo Topolino, wurde 2005 Österreichischer Schülermeister in der Kombination und bestritt im Dezember 2005 seine ersten FIS-Rennen. 2007 wurde er in seiner Altersklasse Jugend I Österreichischer Jugendmeister in der Kombination. Seit Januar 2008 startet der Kärntner auch im Europacup und platzierte sich im Slalom auf der Reiteralm am 3. Dezember 2008 erstmals unter den besten 30. Drei Wochen später feierte er im Slalom von Sörenberg seinen ersten Sieg in einem FIS-Rennen. Bei den österreichischen Juniorenmeisterschaften im Jänner 2009 siegte König im Slalom und belegte den zweiten Platz im Super-G. Anfang März nahm er an den Juniorenweltmeisterschaften 2009 in Garmisch-Partenkirchen teil und erreichte den fünften Platz im Slalom sowie den 16. Rang in der Abfahrt. Ende März 2009 gelang ihm sein bisher größter Erfolg mit dem Gewinn des österreichischen Meistertitels in der Kombination.
Bei der Hallen-Europameisterschaft in Amnéville am 7. November 2009 erreichte König den sechsten Platz. Am 6. Jänner 2010 gab er im Slalom von Zagreb sein Debüt im Weltcup, fiel jedoch im ersten Durchgang aus. Zwei Ausfälle im Slalom und im Riesenslalom musste er auch bei den Juniorenweltmeisterschaften 2010 hinnehmen, weshalb er bei dieser Veranstaltung ohne Resultat blieb. Eine Woche vor der Junioren-WM erreichte er mit Platz zehn im ersten Slalom von Bansko sein bisher bestes Europacupergebnis.
Im Jänner 2011 begann König seine vierjährige Ausbildung als Polizeispitzensportler bei der Bundespolizei. An Skirennen nahm er im gesamten Winter 2010/11 wegen Rückenproblemen nicht teil. In der Saison 2011/12 startete König wieder bei FIS-Rennen und mehreren Europacuprennen, blieb im Europacup aber ohne Ergebnis. Im Frühjahr 2012 verlor er die ÖSV-Kaderzugehörigkeit.

## Sportliche Erfolge

### Juniorenweltmeisterschaften
- Garmisch-Partenkirchen 2009: 5. Slalom, 16. Abfahrt

### Europacup
- 1 Platzierung unter den besten zehn

### Weitere Erfolge
- Österreichischer Meister in der Kombination 2009
- Österreichischer Juniorenmeister im Slalom 2009
- 4 Siege in FIS-Slaloms